# Salsola camphorosma
Salsola camphorosma là loài thực vật có hoa thuộc họ Dền. Loài này được Iljin miêu tả khoa học đầu tiên năm.